# Xeresa
Xeresa [ʃeˈɾeza] è un comune spagnolo di 1 882 abitanti situato nella comunità autonoma Valenciana.
Il clima è mediterraneo, con inverni miti ed estati calde.
Da Valencia è raggiungibile, attraverso la N-332. Ha anche un'uscita autostradale AP-7.